# Мироновка (Первомайский район)
Мироновка (укр. Миронівка) — село,
Мироновский сельский совет,
Первомайский район,
Харьковская область.
Код КОАТУУ — 6324585001. Население по переписи 2001 года составляет 837 (386/451 м/ж) человек.
Является административным центром Мироновского сельского совета, в который, кроме того, входят сёла
Коптевка,
Новоегоровка и
Тимченки.

## Географическое положение
Село Мироновка находится на берегу реки Кабанья, которая через 2,5 км впадает в реку Орель (левый приток).
На реке несколько запруд.
На расстоянии в 3 км расположены сёла Верхняя Орелька, Олейники (Сахновщинский район) и Коптевка.

## История
- 1847 — дата основания.

## Известные люди
Звания Героя Советского Союза удостоены жители села Борис Григорьевич Колодченко (посмертно), который в одном из боев сгорел в танке, и Иван Архипович Усенко — за мужество и отвагу, проявленные в боях за город Шверин (Германия).

## Экономика
- Молочно-товарная ферма.

## Объекты социальной сферы
- Школа.

## Достопримечательности
- Братская могила советских воинов. Похоронено 982 воина.
- Братская могила советских воинов. Похоронено 379 воинов.